# Церак виногради
Церак Виногради је насеље Београда у општини Чукарица у Београду. Насеље је пројектовано крајем 1970-их година, и врхунски је пример касне модерне. Аутори насеља су архитекте — брачни пар Миленија Марушић и Дарко Марушић и Недељко Боровница, добили су Октобарску награду града Београда за пројекат изградње Церак Винограда, 1985. године. Током градње насеља, откривено је археолошко налазиште из доба неолита, Винчанске културе, које се тренутно не експлоатише.
Насеље Церак Виногради је први савремени стамбени комплекс у Београду који је у процедури (2016) за проглашење за културно добро. За културно добро као просторно културно-историјска целина проглашено је 18. јануара 2019. године.

## Положај
Насеље Церак Виногради се граничи са стамбеним насељима Церак II (завршеним 1988), Видиковцем, Скојевским насељем и најновијим проширењима Филмског града. Насеље је удаљено неколико аутобуских станица од великог комерцијалног центра Баново брдо, реке Саве/Савског језера и Аде Циганлије. Пројектна идеја је била да се направе објекти са идентитетом и зато се улице у насељу зову по дрвећу.
Све улице у овом насељу су под углом од 90 степени.

## Карактеристике
Насеље Церак виногради је чисто стамбеног типа, са мањим комерцијалним садржајима, великим парковним/зеленим површинама. Све улице насеља су именоване по врсти дрвета које чини дрворед у улици: Јасенова улица, Кедрова улица, Борова улица, Кестенова улица итд. Тип зграде је стамбени блок, приземље+6 спратова или приземље+3 спрата (и три 9-оспратнице), упарени у низу чинећи једну улицу. Због архитектонско-урбанистичких вредности, цело насеље је под режимом потпуне заштите у Генералном урбанистичком плану града, што означава потпуно очување насеља, без промена (дозвољене су делимичне промене намене унутар објеката, али без измене аутентичности и архитектонске вредности објеката). Критеријуми ГУПа К2, К8 и К6. Саобраћај је само лаког типа, прилазним путевима зградама, унутар насеља, док су велике саобраћајнице налазе само на ободу (одвојене од стамбеног дела зеленим површинама) – Кнеза Вишеслава, Пилота М. Петровића, Јабланичка, Ибарска Магистрала.

## Институције и објекти
У склопу насеља је један велики супермаркет, медицинска амбуланта (ВМЦ), основна школа „Уједињене нације” и обданишта „Дечји гај”, „Плава птица” и „Церак — Сањалица”.

## Аутобуске линије
Аутобуске линије које повезују Церак Винограде са осталим деловима Београда: 23, 37, 50, 51, 52, 53, 56, 59, 89 и 534.

## Галерија
- Улица на Церак Виноградима
- Улица на Церак Виноградима
- Улица на Церак Виноградима
- Улица на Церак Виноградима
- Улица на Церак Виноградима